# John Herrington
John Bennett Herrington (Wetumka, 14 september 1958) is een Amerikaans voormalig ruimtevaarder. Herrington zijn eerste en enige ruimtevlucht was STS-113 met de spaceshuttle Endeavour en begon op 23 november 2002. Naast materiaal vervoerde de vlucht de bemanningsleden voor ISS Expeditie 6 naar het Internationaal ruimtestation ISS.
Herrington maakte deel uit van NASA Astronaut Group 16. Deze groep van 44 ruimtevaarders begon hun training in 1996 en had als bijnaam The Sardines. Tijdens zijn missie maakte hij drie ruimtewandelingen. In 2005 ging hij als astronaut met pensioen.